# Новосамотевичский сельсовет
Новосамотевичский сельсовет (белор. Новасаматэвіцкі сельсавет; до 7 мая 2017 года — Белынковичский сельсовет) — административная единица на территории Костюковичского района Могилёвской области Белоруссии. Административный центр — агрогородок Новые Самотевичи.

## География
Территория сельсовета расположена в северо-восточной части Костюковичского района и занимает площадь 21 928 га. Административным центром сельсовета является городок Новые Самотевичи, расстояние от которого до основного города Костюковичи 8 км.
По территории сельсовета протекают реки Беседь, Зубр, Суров, Крапивенка, Тесновец, Гребля, а также проходит автодорога Р75 Климовичи — Костюковичи — граница РФ и железная дорога Кричев — Унеча.
На территории сельсовета находится эксклав г. Костюковичи — поле, земли потенциальной застройки.
С 2016 г. агрогородок Новые Самотевичи является пригородной частью г. Костюковичи, в связи с чем приобрел статус городка. Все почтовые отправления направляются на Костюковичский Главпочтамт, а позже — на Новосамотевичский ОПС.
В городке находится котельная и отделение пожарной части (ОПЧ «Липовка»).
Второе (простонародное) название городка — Липовка, по названию соседней деревни, с которой городок слился географически. Липовка же является частью административно-агломеративного окружения Новых Самотевич, но в состав города Костюковичи не входит.

## Состав
Включает 22 населённые пункта:
- Артюхи — деревня.
- Белый Камень — деревня.
- Белынковичи — деревня.
- Большая Крапивня — деревня.
- Бони — деревня.
- Вишенский — посёлок.
- Горбачевка — деревня.
- Жабыки — деревня.
- Ивановка — деревня.
- Каничи[бел.] — деревня.
- Кисели — деревня.
- Крапивня — агрогородок.
- Кубраковка — деревня.
- Липовка — деревня.
- Малая Крапивня — деревня.
- Малиновка — деревня.
- Новые Самотевичи — городок, пригород г. Костюковичи, в кадастрововй карте — городской район г. Костюковичи.
- Пасека — деревня.
- Соколовка — деревня.
- Станция Белынковичи — посёлок.
- Трусок — деревня.
- Щегловка — деревня.

Упразднённые населённые пункты на территории сельсовета:
- Геранимовка — деревня.
- Зазуберье — деревня.
- Заречье — деревня.
- Федоровка— деревня.

## Сельское хозяйство и промышленность
Обустроены два городка: Новые Самотевичи, Крапивня.
На территории сельсовета действуют:
- Коммунальное сельскохозяйственное унитарное предприятие «Самотевичи Агро» с центром в городке Новые Самотевичи.
- Крестьянско-фермерское хозяйство «Крапивня» с центром в городке Большая Крапивня.
- Крестьянско-фермерское хозяйство «Кливия» с центром в деревне Белынковичи.
- Государственное лесохозяйственное учреждение «Костюковичский лесхоз», мастерский участок с центром в деревне Белынковичи.
- Кричевская дистанция пути Могилевского отделения железной дороги — посёлок Станция Белынковичи.
- Обособленное структурное подразделение «Белынковичский спиртзавод» Республиканского унитарного предприятия «Климовичский ЛВЗ» — Пасека.

## Сфера услуг. Бытовое обслуживание. Связь
Торговое обслуживание населения сельсовета обеспечивается магазинами Костюковичского РАЙПО, расположенными в городках Крапивня, Новые Самотевичи, деревнях Белынковичи, Каничи, Липовка, Пасека, поселке Станция Белынковичи. ЧУП «Прогрессторг» находится в городке Новые Самотевичи, кафе «Молодёжное» ЧУП «Прогрессторг» — в городке Новые Самотевичи.
В городке помимо кафе и магазинов имеется кафетерий, время работы которого до 00.00
Автомагазин дважды в неделю обслуживает население малонаселенных отдаленных деревень.
Бытовое обслуживание на территории сельсовета осуществляется двумя комплексно-приемными пунктами, которые расположены в городках новые Самотевичи и Крапивня, имеется дом бытового обслуживания в городке Новые Самотевичи.
На территории сельского Совета работают отделения связи в деревнях Белынковичи, Каничи, городках Новые Самотевичи, Крапивня. Отделение филиала № 712 г. Костюковичи ОАО «АСБ Беларусбанк» находится в городке Новые Самотевичи.
Телефонная связь поддерживается с использованием трёх сельских автоматических телефонных станций Костюковичского РУЭС, расположенных в городках Крапивня, Новые Самотевичи, деревне Белынковичи, общей ёмкостью на 3160 абонентов.
В городке Новые Самотевичи открыта отделение-касса обособленного лётного отряда внутренних авиалиний Республиканского унитарного предприятия авиационной охраны лесов «Беллесавиа» с правом сбыта билетов ОАО «Авиакомпания Belavia» и код-шеринговых авиакомпаний.
В городках Новые Самотевичи, Крапивня и в д. Белынковичи открыты отделения почтовой связи «РУП Белпочта».

## Жилищно-коммунальная сфера
Жители городков новые Самотевичи, Крапивня обеспечены природным газом, жители остальных населенных пунктов обеспечиваются сжиженным газом в баллонах путём централизованного завоза.
На территории сельсовета насчитывается 108 шахтных колодцев для питьевой воды, которые обслуживаются УКП «Водоканал». Городки Новые Самотевичи и Крапивня обеспечены централизованным водоснабжением и канализацией. На улицах всех деревень действуют 47 водоразборных колонок питьевой воды.
На территории сельсовета расположены 2 миниполигона и 6 площадок для временного складирования твердых бытовых отходов. Централизованный вывоз ТБО организован силами УКП ЖКХ в населённых пунктах Новые Самотевичи, Крапивня, Белынковичи, Липовка, Каничи.

## Здравоохранение
Имеется две амбулатории врачей общей практики (АВОП) и три фельдшерско-акушерских пункта (ФАП):
- Белынковичская амбулатория — обслуживает население, проживающее в деревнях Белынковичи, Станция Белынковичи, Пасека, Артюхи, Ивановка, Кисели, Бони, Кубраковка.
- Крапивенская амбулатория — обслуживает население агрогородка Крапивня, деревень Щегловка, Малая Крапивня, Большая Крапивня, Трусок, Малиновка, Соколовка.
- Новосамотевичская врачебно-амбулаторная больница обслуживает население городка Новые Самотевичи, деревни Липовка и Мельяковка.
- Новосамотевичская станция скорой помощи УЗ «Костюковичская центральная районная больница».
- Каничский фельдшерско-акушерский пункт обслуживает население деревень Каничи, Жабыки, Вишенский, Горбачёвка.

Также имеется УЗ «Крапивенская больница сестринского ухода», которая расположена в городке Крапивня.
В Белынковичах имеется аптечный киоск. В Белынковичской АВОП работает стоматологический кабинет.
В Новых Самотевичах имеется аптечный киоск с расширенным ассортиментом. В Новосамотевичском ВАБ работает стоматологический кабинет, кабинет анастезиологии, реаниматологии (интенсивной терапии), хирургический, приёмный и терапевтический кабинеты, травмпункт и гараж на 2 машины СМП.

## Образование и культура
На территории сельсовета образование представлено тремя учреждениями, с закреплёнными за ними микрорайонами:
- Государственные учреждения образования «Белынковичский учебно-педагогический комплекс детский сад — средняя общеобразовательная школа» (Белынковичи, Белый Камень, Кубраковка, Станция Белынковичи, Пасека, Артюхи, Кисели, Бони, Ивановка), однако 10-11 классы реорганизованы, дети доставляются на учёбу в Новые Самотевичи;
- Государственное учреждение образования «Новосамотевичская средняя общеобразовательная школа» (Новые Самотевичи, Липовка, Каничи, Жабыки, Горбачевка, Вишенский).

Культурное обслуживание на территории сельсовета осуществляют Белынковичский сельский дом культуры, Крапивенский СДК, Новосамотевичский клуб свободного времени; Белынковичская сельская библиотека, Крапивенская сельская библиотека-музей, Новосамотевичская сельская библиотека, Новосамотевичская музыкальная школа.
В аг. Новые Самотевичи расположен Литературный музей Народного поэта Беларуси А. А. Кулешова — филиал Учреждение культуры «Костюковичский краеведческий музей».
С 2018 г. от Новых Самотевич избирается один депутат Городской Совет депутатов г. Костюковичи, имеется местный совет депутатов.

## Достопримечательности
На территории сельсовета установлено 17 памятников и обелисков воинам, погибшим в годы Великой Отечественной войны 1941—1945 годов.